# Lamium gevorense
Lamium gevorense é uma espécie de planta com flor pertencente à família Lamiaceae. 
A autoridade científica da espécie é (Gómez Hern.) Gómez Hern. & A. Pujadas, tendo sido publicada em Acta Botanica Malacitana 30: 160. 2005.

## Portugal
Trata-se de uma espécie presente no território português, nomeadamente em Portugal Continental.
Em termos de naturalidade é endémica da Península Ibérica.

## Protecção
Não se encontra protegida por legislação portuguesa ou da Comunidade Europeia.